# Bontoc (Mountain)
Bontoc è una municipalità di seconda classe delle Filippine, capoluogo della provincia di Mountain, nella Regione Amministrativa Cordillera.
Bontoc è formata da 16 barangay:
- Alab Oriente
- Alab Proper
- Balili
- Bayyo
- Bontoc Ili
- Calutit
- Caneo
- Dalican
- Gonogon
- Guinaang
- Mainit
- Maligcong
- Poblacion (Bontoc)
- Samoki
- Talubin
- Tocucan

## Note

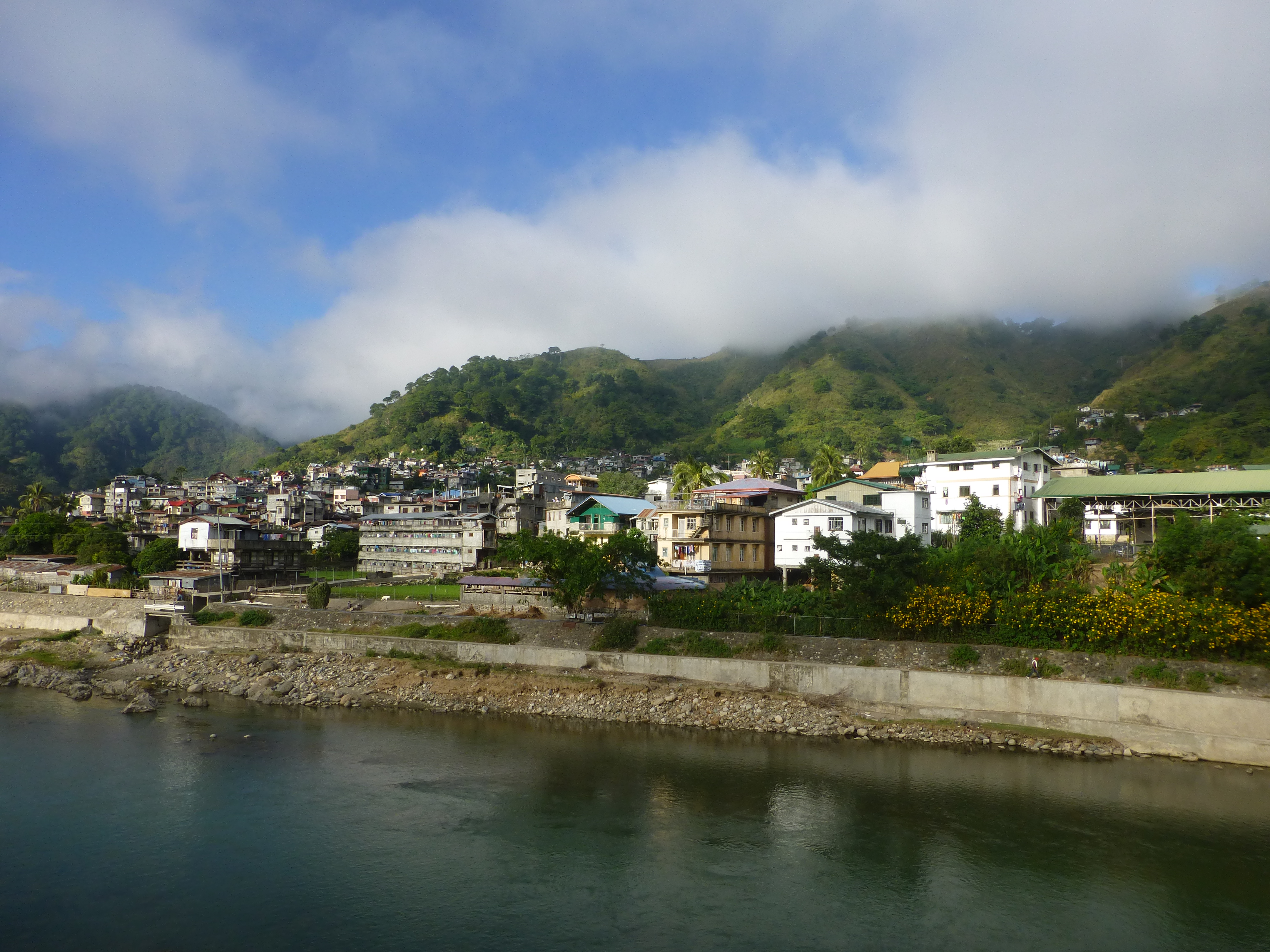
Bontoc